# Xenops rutilans
A Xenops rutilans a madarak (Aves) osztályának verébalakúak (Passeriformes) rendjébe, valamint a fazekasmadár-félék (Furnariidae) családjába és a Xenopinae alcsaládjába tartozó faj.

## Rendszerezése
A fajt Coenraad Jacob Temminck holland arisztokrata és zoológus írta le 1821-ben.

## Alfajai
- Xenops rutilans chapadensis Zimmer, 1935
- Xenops rutilans connectens Chapman, 1919
- Xenops rutilans guayae Hellmayr, 1920
- Xenops rutilans heterurus Cabanis & Heine, 1859
- Xenops rutilans incomptus Wetmore, 1970 - Panama
- Xenops rutilans perijanus Phelps & W. H. Phelps Jr, 1954
- Xenops rutilans peruvianus Zimmer, 1935
- Xenops rutilans phelpsi Meyer de Schauensee, 1959 - Kolumbia
- Xenops rutilans purusianus Todd, 1925
- Xenops rutilans rutilans Temminck, 1821
- Xenops rutilans septentrionalis Zimmer, 1929[2] - Costa Rica és Panama

## Előfordulása
Costa Rica, Panama, Trinidad és Tobago, valamint Argentína, Bolívia, Brazília, Kolumbia, Ecuador, Francia Guyana, Guyana, Paraguay, Peru, Suriname és Venezuela területén honos. A természetes élőhelye trópusi és szubtrópusi síkvidéki és hegyi esőerdők, valamint lombhullató erdők.

## Megjelenése
Átlagos testhossza 12 centiméter, testtömege 10-15 gramm. Csipeszszerű csőre van.

## Külső hivatkozások
- Képek az interneten a fajról
- IBC - videók
- Xeno-canto.org - a faj hangja és elterjedési területe